# 권영창
권영창(1943년 2월 9일~)은 대한민국의 정치인이다. 제4대 경상북도 영주시장을 지냈다.

## 학력
- 영주중앙국민학교 (졸업)
- 영주중학교 (졸업)
- 영주농업고등학교 (졸업)
- 경북전문대학교 경영학과
- 동양대학교 경영학과
- 동양대학교 정보대학원 (경영정보학 / 전공)(정보관리학 / 석사)

## 역대 선거 결과
|  | 20.34% |

|  | 26.17% |

|  | 40.88% |

|  | 32.98% |

|  | 43.83% |

| 전임 김진영 | 제4대 경상북도 영주시장 2002년 7월 1일~2006년 6월 30일 | 후임 김주영 |